# ستيف بوش
ستيف بوش (بالإنجليزية: Steve Bush)‏ هو لاعب كرة قدم أمريكية أمريكي، ولد في 4 يوليو 1974 في براديس فالي في الولايات المتحدة.